# Ли Сын Чан
Ли Сын Чан (кор. 이승찬; 9 ноября 1995, Квачхон, Кёнгидо, Республика Корея) — южнокорейский борец греко-римского стиля.

## Спортивная карьера
Ли начал заниматься борьбой по рекомендации своего учителя физкультуры, когда учился на втором курсе средней школы в Квачхоне.
Он был членом молодежной сборной Кореи, в составе которой в июле 2012 года выиграл молодёжное Первенство Азии в весовой категории до 100 кг, проходившее в Бишкеке, победив индийца Амита Дилипа Гаде. В июне 2014 года в Улан-Баторе, победив Лю Биня из Китая он выиграл чемпионат Азии среди юниоров. В августе того же года он участвовал на чемпионате мира среди юниоров, проходившем в Загребе, в котором покинул турнир после второй схватки.
В 2018 году после окончания колледжа он присоединился к борцовской команде Samsung Life Insurance и в том же году впервые был выбран членом сборной Кореи. 27 февраля 2018 года он участвовал на чемпионате Азии в Бишкеке, в котором в первой схватке на стадии 1/4 финала на туше уступил Антону Савенко из Казахстана. В следующем, 2019 году он принял участие в турнире Загреб Опен, где занял 11-е место.
8 октября 2021 года в Осло он участвовал на чемпионате мира, в котором в 1/16 финала проиграл немецкому борцу Йелло Крамеру, заняв итоговое 19 место. В 2023 году он покинул команду Samsung Life Insurance и перешел в Спортивную ассоциацию провинции Канвондо. 21 сентября 2023 года на чемпионате мира в Белграде, в 1/16 финала он победил своего первого соперника Тимурбека Насимова из Узбекистана, а в 1/8 финала он проиграл Алину Алексук-Чурариу из Румынии и занял 12 место. В апреле 2024 года в Бишкеке он участвовала в азиатском квалификационном турнире, где победив Навина Севлию из Индии и Соту Окумуру из Японии, получила квоту для Южной Кореи на Олимпийские игры в Париже.

## Личная жизнь
Окончил среднюю школу в Квачхоне, спортивную среднюю школу Кёнгидо и Корейский национальный спортивный университет.